# SK Bischofshofen
Sportklub Bischofshofen w skrócie SK Bischofshofen – austriacki klub piłkarski, grający w czwartej lidze austriackiej, mający siedzibę w mieście Bischofshofen.

## Historia
Klub został założony w 1933 roku. W sezonie 1971/1972 klub występował w rozgrywkach pierwszej ligi. Wygrał jednak tylko jeden mecz i zdobył 8 punktów, przez co spadł do drugiej ligi.

## Sukcesy
- Regionalliga:

mistrzostwo (3): 1955/1956, 1956/1957 (Tauernliga Nord), 1970/1971 (Regionalliga West)
- Landesliga:

mistrzostwo (3): 1949/1950, 1951/1952 (1. Klasse Salzburg), 1962/1963 (Landesliga)
- Puchar Austrii:

ćwierćfinał (1): 1964/1965

## Historia występów w pierwszej lidze
| Sezon     | Pozycja      | M  | Pkt. | Z | R | P  | GZ | GS |
| --------- | ------------ | -- | ---- | - | - | -- | -- | -- |
| 1971/1972 | 15. (spadek) | 28 | 8    | 1 | 6 | 21 | 22 | 64 |

## Stadion
Domowe mecze klub rozgrywa na stadionie o nazwie Sportplatz Bischofshofen, położonym w mieście Bischofshofen. Stadion może pomieścić 1500 widzów.